# Dopamin
Dopamin eller hydroxityramin, (C8H11NO2) är en av de viktigaste signalsubstanserna i centrala nervsystemet. Det är en katekolamin som bildas av tyrosin, och binds av G-protein vid dopaminreceptorer. Dopamin verkar dels i sig, dels är det en föregångare till noradrenalin och adrenalin. Upptäckten av dopamin som en neurotransmittor gjordes av den svenske neuroforskaren Arvid Carlsson, enligt Nobelförsamlingen vid Karolinska institutet år 2000. Men forskning kring dopamin pågick vid både Lunds universitet och Karolinska institutet och i Lund skedde en mycket stor del av denna forskning vid Histologiska institutionen under professor Nils-Åke Hillarps ledning.
Dopaminet har under årtionden varit föremål för intensiv forskning, eftersom dess verkning har kunnat sammankopplas med en rad patologiska tillstånd och sjukdomar, såsom Parkinsons sjukdom, affektiva och psykotiska tillstånd, substansmissbruk, ADHD, med mera.  

## Biokemi

Syntes av katekolaminer (dopamin tredje steget).

Dopamin är en form av katekolamin, som huvudsakligen bildas i binjuremärgen av att L-tyrosin hydroxileras till L-dopa genom kontakt med enzymet tyrosin 3-monooxygenas. L-dopa dekarboxyleras av dopadekarboxylas till dopamin. Sedan dopaminet är bildat kan det verka såsom det är, eller omvandlas till adrenalin eller noradrenalin.
Dopaminet lagras i neuronernas vesikler och utsöndras till synapserna i respons på den presynaptiska aktionspotentialen.
Som regel inaktiveras och nedbryts dopaminet i striatum och basala ganglierna genom att det återupptas av ett dopamintransportprotein (DAT1). Bunden dit bryts det ner av monoaminoxidas (MAO) till en metabolit, 3,4-dihydroxifenylättiksyra. Detta kallas DAT-banan.
I prefrontalcortex däremot, finns mycket litet dopamintransportprotein. Där binds dopaminet i stället till NET-protein, som finns i närheten eftersom de huvudsakligen binder noradrenalin i samma process. Bunden till transportproteinet bryts dopaminet ner av enzymen katekol-O-metyltransferas till 3-metoxityramin. Detta kallas NET-banan.

## Dopaminets anatomiska verkningsmekanismer
Sedan dopaminet insöndrats från binjuren till blodet, följer det blodomloppet och tar olika banor (dopaminerga banor) till målcellerna, där det verkar. På målcellernas cellytor finns dopaminreceptorer, som binder dopaminet vid liganden G-protein.
Det finns två huvudklasser dopaminreceptorer: D1 och D2. När dopaminet fäster vid receptorerna, reagerar det på enzymet adenylatcyklas. Genom denna process påverkas koncentrationen av Cykliskt AMP inuti cellen. D1 får koncentrationen att öka, och D2 får den att minska. När Cykliskt AMP ökar, fosforylerar proteinkinaser cellproteinerna. D1 påverkar också aktiviteten på kanalerna för Ca2+, K+ och Na+. D2:s funktion är mer oklar, och dess funktion och effekt är möjligen mera indirekt, genom att orsaka hyperprolaktinemi vilket sekundärt leder till sänkta dopaminnivåer.
Nervceller som signalerar med hjälp av dopamin kallas dopaminerga. Den största ansamlingen av dopaminproducerande nervceller finns i substantia nigra som projicerar sina axon till corpus striatum. Båda dessa områden är en del av en större ansamling av strukturer som kallas för basala ganglierna. Dopamin förekommer även i mesolimbiska dopaminsystemet där det har en roll i det kroppsegna belöningssystemet. Detta belöningssystem är mål för en rad välkända droger (till exempel kokain och amfetamin) som ökar halten av dopamin genom att minska dess nedbrytning.
Dopaminets funktion är framför allt kopplad till processer i centrala nervsystemet. Det finns dock dopaminreceptorer i andra organ, i synnerhet hjärtat, njurarna, lungartärer och glatt muskulatur.

### Dopaminerga banor
Nigrostriatala systemet är en dopaminerg bana från substantia nigra till striatum. Banan är involverad i motorisk kontroll.
Mesokortikala systemet är en bana från ventrala tegmentiella arean (VTA) till frontalloben, som är essentiell för exekutiva funktioner.
Mesolimbiska dopaminsystemet en bana från ventrala tegmentiella arean (VTA) till nucleus accumbens. Nucleus accumbens utgör en del av belöningssystemet.
Tuberoinfundibulara systemet är en bana från hypotalamus till hypofysen.

## Dopaminets funktion
Dopamin förekommer i en rad viktiga system som bland annat reglerar motorik, vakenhet, glädje, entusiasm, uppmärksamhet och motivation.
Dopaminet har effekter på centrala nervsystemet, vilket är dess mest kända verkningsområde. Det har emellertid också andra viktiga fysiologiska funktioner. I njurarna reglerar det saltbalansen och därmed blodtrycket. Diet med lite salt nedreglerar omvandlingen till dopamin i njurarna,[källa behövs] vilket sänker blodtrycket, medan diet med mycket salt ökar produktionen av dopamin i njurarna vilket ökar blodtrycket.[källa behövs] I njurarna finns dessutom dopaminreceptorer. Ökad aktivitet på dessa receptorer ökar utsöndringen av salt i urinen. Dopaminet spelar därmed roll vid högt blodtryck. Dopamin som läkemedel ökar hjärtfrekvensen, med ökad risk för takykardi, samt ökar vasokonstriktionen och blodtrycket. Den ökade vasokonstriktionen kan yttra sig i gåshud och ge förstorade pupiller.  Effekten av dopamin är dosrelaterad. Vid mycket låg dosering kan dopamin ge hypotension, vasodilation och ökad mängd urin (polyuri). Medelhög dos får effekt på de betaadrenerga receptorerna vilket ökar pulsen och (vanligen endast det systoliska) blodtrycket. Vid mycket hög dos inträffar vasokonstriktion genom effekt på de alfaadrenerga receptorerna, vilket vanligen först märks i det muskuloskeletala systemet och genom en ökning av både det systoliska och diastoliska blodtrycket. Dopamin binder under normala förhållanden också till dopaminreceptorer i hjärtat som finns i endokardiet, myokardiet och epikardiet.

### Dopaminet och sjukdomar
Överskott på dopamin i vissa delar av hjärnan har tidigare kopplats samman med schizofreni (dopaminhypotesen). Enligt "D2-teorin" har personer med schizofreni högre antal D2-receptorer i striatum, men forskning har hittills inte kunnat visa på något samband. En del antipsykotiska som ökar antalet D2-receptorer – inte blockerar dem, som vissa andra läkemedel mot schizofreni gör – är effektiva vid schizofreni. Detta ses med aripiprazol. Klozapin har svag blockering av dopaminet D2, cirka 40 %. Enligt uppgift skulle 70% krävas, ändå är klozapin det neuroleptika som har bäst effekt mot psykoser.
Förändringar i dopaminkänsligheten kan ses vid psykopati.
Underskott kan yttra sig i Parkinsons sjukdom, rastlösa ben, depression, likgiltighet, uppmärksamhetssvårigheter och ADHD.
Dopaminerga agonister och antagonister verkar påverka proopiomelanokortinets mRNA. Sänkt aktivitet på D2-receptorn, mätt i tillväxthormonets respons på dopaminagonister hos deprimerade patienter, korrelerar troligen med självmordsrisk, dock inte med huruvida självmordsförsöken faktiskt hade dödlig utgång. Dopaminaktiviteten hänger i så fall samman med aggressioner som riktar sig mot individen själv (självskadebeteende). Även personer som inte är deprimerade har en liknande korrelation mellan sänkt D2-aktivitet och självmordsbenägenhet. En svensk studie har hävdat att det visserligen förekommer en uppenbar förändrad dopaminerg funktion i hypotalamus och cortex vid självmord, men att detta kan bero på självmordets tillvägagångssätt.
Dopamin utsöndras i reaktion på kortisol under stress, vilket leder till att stress gör personer mer vakna, stimulerade, fokuserade, motiverade och alerta. Dessa effekter har bara pulsatilt dopamin under kortvarig stimulans; under långvarig stress sänks dopaminreceptorernas känslighet, vilket ger motsatt effekt: personen blir dysforisk, dissociativ och deprimerad.

### Personlighetsgenetik
Det har länge varit ett faktum att dopaminet påverkar beteenden som har med lust och njutning att göra. Dopaminet påverkar dock inte upplevelsen (gör den mer njutbar) eller belöningsupplevelsen per se. Dopaminet påverkar i stället viljan till lust och njutning, orsakar ett uppsökande beteende gentemot föremål som bereder njutning och känslan av belöning, och gör individer mer njutningsbenägna. Effekten påverkar också viljan till att påverkas av andra stimuli, och ökar motivationen. Det finns belägg för att en variant av D2-receptorn påverkar graden av nyfikenhet och utforskande beteende (Novelty seeking), samt att en annan typ av samma receptorklass påverkar det skadeundvikande beteendet (Harm avoidance) och den slags stress som är negativt relaterad till olika antisociala störningar. Förändringar i utforskande och skadeundvikande beteende har också iakttagits hos patienter med Parkinsons sjukdom. Dopaminerga systemet är centralt för en känslas valens, huruvida ett stimuli upplevs som attraktivt eller frånstötande, men inte för känslans arousal, som bland annat beror på aktiviteten av amygdala.
Dopamin hör intimt samman med sexualitet. I djurförsök har man sett att en hona som fått en dopamininfusion valde att para sig med den hane som fanns tillgänglig vid infusionstillfället och "övergav" då sin ordinarie partner. När förälskelsen övergår i kärlek tycks oxytocin och ADH överta dopaminets roll och passionen ersätts då av mer stillsam kärlek.
Den viljestyrda motoriken och den synaptiska plasticiteten regleras till stor del av dopaminet i striatum, och är beroende av antalet dopaminreceptorer där.
Det finns forskning som tyder på att kreativa människor har färre dopaminreceptorer i talamus.
Forskare vid Karolinska institutet har konstaterat att halten av dopamin i hjärnan ökar under minnesträning.

## Interaktioner och nivåreglering
Dopamin ingår i ett negativt feedbacksystem med prolaktin, där höga dopaminnivåer ofta kan konstateras vid låga prolaktinnivåer och vice versa. Det är möjligt att dopamin och nervtillväxtfaktor har samma reglerande verkan på varandra. Dopaminnivåerna påverkar nivåerna av TSH, vilket i sin tur påverkar nivåerna på tyreoideahormonerna.
Djurförsök har visat att minskning av östrogen minskar dopaminet i nigrostriatala systemet, och en ökning av östrogen ökar dopaminfunktionen i striatum. Mycket tyder på att östrogenets och dopaminets känslighet för varandra är beroende av kön och kvinnliga könskörtlar.
 Kronisk administration av östrogen verkar reducera dopaminkoncentrationen i striatum. 
Vidare visar djurförsök att östrogen verkar påverka dopaminets neurotransmittorer på många olika sätt. Östrogenet verkar öka transmittorernas känslighet för dopamin samtidigt som det minskar återupptaget vid synapserna, och dessutom skydda de dopamintransporterande neuronerna.
Det finns vidare en reglerande samverkan mellan dopaminet och glutamat och GABA. Dopaminreceptorerna D1 och D2 och glutamatreceptorn NMDA i prefrontalcortex påverkar varandras koncentration, men detta avgörs också av GABA som kan blockera sådana effekter. Graden av påverkan i neostriatum och nucleus accumbens verkar delvis vara åldersrelaterad.
D2 fungerar som inhiberande autoreceptor för dopaminsignalering, det vill säga ger feedback till den nervcell som utsöndrar dopaminet från början. Inhibering av receptorn har visat sig medföra högre nivåer av belöningssökande beteende i en experimentell djurmodell. En liten svensk studie pekar på att alkoholberoende personer med en viss allel av D2-receptorn har lättare att återfalla i alkoholbruk under behandling för alkoholavvänjning.

## L-dopa
Dopamin har hög vattenlöslighet och kan inte passera blodhjärnbarriären, varför substansen är ineffektiv som drog. Vid medicinering mot exempelvis Parkinsons sjukdom ges istället förstadiet L-DOPA som kan passera blod-hjärnbarriären.